# Waardetheorie
Waardetheorie is een generieke term voor alle theorieën binnen de economie, die pogingen doen om de ruilwaarde of de prijs van een goed of dienst te verklaren. Binnen de economische theorie zijn belangrijke vragen onder ander de reden, waarom goederen en diensten geprijsd zijn op de manier waarop zij geprijsd zijn, de vraag hoe de waarde van goederen en diensten tot stand komt en voor normatieve waardetheorieën hoe men zo'n correcte prijs van goederen en diensten (als deze tenminste bestaat) exact kan berekenen. Waardetheorieën vallen uiteen in twee hoofdcategorieën:

## Intrinsieke (objectieve) theorieën
Zoals de naam al impliceert stellen intrinsieke waardetheorieën dat de prijs van goederen en diensten geen functie van subjectieve oordelen is.

## Subjectieve theorieën
Subjectieve waardetheorieën stellen dat wil een object economische waarde hebben, dit object bruikbaar moet zijn bij het bevredigen van menselijke behoeften. Dit is het fundament onder de marginalistische waardetheorie. In het kader van de uitleg waarom prijzen zijn, zoals zij zijn, is de grensnuttheorie overigens geen normatieve waardetheorie.
In beide gevallen is er sprake van algemene prijzen, dat wil zeggen geaggregeerde prijzen, niet een specifieke prijs van een specifiek goed of dienst in een gegeven omstandigheid. In beide gevallen laten theorieën afwijkingen toe, wanneer er in de echte wereld een bijzondere prijs tot stand komt of wanneer er een prijs tot stand komt binnen het raamwerk van enig prijsafspraakregime.